# Semantoridae
Semantoridae — вимерла родина стовбурових ластоногих зі скам'янілостей, знайдених у Франції, Казахстані та Канаді, що датуються різними моментами епохи міоцену. Виходячи з їх загальної анатомії, семанториди не були морськими фахівцями, оскільки їх видовжене тіло, довгий хвіст і міцні кінцівки свідчать про те, що вони були прісноводними тваринами, схожими на видр. Справді, принаймні деякі таксони, такі як Semantor і Potamotherium, спочатку були класифіковані як мустели, тісно пов'язані з видрами.